# Tri-Angle
Tri-Angle – pierwszy album studyjny południowokoreańskiej grupy TVXQ, wydany cyfrowo 11 października 2004 roku przez SM Entertainment, a 13 października na płycie. Głównym singlem z płyty był „Mideoyo”. Album sprzedał się w liczbie ponad 310 156 egzemplarzy (stan na grudzień 2011).
25 listopada 2004 roku album ukazał się w Japonii, wydany przez Rhythm Zone.

## Lista utworów
Koreańskie wydawnictwo
| CD  | CD                                                                                            | CD                        | CD                                                        | CD                              | CD      |
| Nr  | Tytuł utworu                                                                                  | Tekst                     | Kompozycja                                                | Aranżacja                       | Długość |
| --- | --------------------------------------------------------------------------------------------- | ------------------------- | --------------------------------------------------------- | ------------------------------- | ------- |
| 1.  | „Mideoyo” (kor. 믿어요, ang. I Believe)                                                       | Park Chang-hyun           | Park Chang-hyun                                           | Park Chang-hyun                 | 4:51    |
| 2.  | „Thanks To”                                                                                   | Kim Soo-jeong             | Lee Sang-in                                               | Lee Sang-in                     | 4:22    |
| 3.  | „Tri-Angle” (Extended Ver.) (Feat. BoA & The Trax)                                            | Yoo Young-jin             | Yoo Young-jin                                             | Yoo Young-jin                   | 4:34    |
| 4.  | „Nae Yeojachinguga Doeeojeullae?” (kor. 내 여자친구가 되어줄래?, ang. A Heartbeat Away)       | Bae Hwa-young             | Tommy La Verdi, Daniel Pandher                            | Ahn Ik-so                       | 3:43    |
| 5.  | „Whatever They Say”                                                                           | Kim Young-hoo             | Daniel Roman, Kim Young-hoo, William Pyon                 | Kim Young-hoo                   | 3:48    |
| 6.  | „Million Men”                                                                                 | Yoo Young-jin             | Yoo Young-jin                                             | Yoo Young-jin                   | 3:29    |
| 7.  | „Jigeumcheoreom” (kor. 지금처럼, ang. Always)                                                 | Kenzie                    | Kenzie                                                    | Kenzie                          | 4:21    |
| 8.  | „I Never Let Go”                                                                              | Lee Yun-jae               | Lee Yun-jae                                               | Lee Yun-jae                     | 4:18    |
| 9.  | „Kkomaya” (kor. 꼬마야, ang. Kid)                                                             | Djong Yun                 | Ken Ingwersen, Jon Rydningen, Jeff Franzel, Marjorie Maye | Kenzie                          | 3:39    |
| 10. | „Neon Eonjena” (kor. 넌 언제나, ang. My Girl)                                                 | Jung Kyung-ah             | Park Jeong-won                                            | Hwang Seong-je                  | 3:46    |
| 11. | „Hug”                                                                                         | Park Chang-hyun, Yunjeong | Park Chang-hyun                                           | Park Chang-hyun, Yeom Cheol-hee | 3:49    |
| 12. | „My Little Princess” (kor. My Little Princess (있잖아요...) My Little Princess (Itjanayo...)) | Go Young-jo               | Hwang Seong-je                                            | Hwang Seong-je                  | 3:52    |
| 13. | „The Way U Are”                                                                               | Taehoon                   | Robert Zuddas, Daniel Pandher                             | Hwang Seong-je                  | 3:28    |
| 14. | „Tri-Angle” (TVXQ Ver.)                                                                       | Yoo Young-jin             | Yoo Young-jin                                             | Yoo Young-jin                   | 4:05    |

Japońskie wydawnictwo
| CD  | CD                                                 | CD      |
| Nr  | Tytuł utworu                                       | Długość |
| --- | -------------------------------------------------- | ------- |
| 1.  | „I Believe”                                        | 4:51    |
| 2.  | „Thanks To”                                        | 4:22    |
| 3.  | „Tri-Angle” (Extended Ver.) (Feat. BoA & The Trax) | 4:34    |
| 4.  | „A Heartbeat Away”                                 | 3:43    |
| 5.  | „Whatever They Say”                                | 3:48    |
| 6.  | „Million Men”                                      | 3:29    |
| 7.  | „Always”                                           | 4:21    |
| 8.  | „I Never Let Go”                                   | 4:18    |
| 9.  | „Kid”                                              | 3:39    |
| 10. | „My Girl”                                          | 3:46    |
| 11. | „Hug”                                              | 3:49    |
| 12. | „My Little Princess”                               | 3:52    |
| 13. | „The Way U Are”                                    | 3:28    |
| 14. | „Tri-Angle” (TVXQ Ver.)                            | 4:05    |
| 15. | „Hug” (International version)                      | 4:13    |